# Liste des monuments historiques de Wemmel
Cette page regroupe l'ensemble des monuments classés de la ville belge de Wemmel.
| Objet                                                                           | Statut du classement? | Année de construction/architecte | Section communale | Adresse                   | Coordonnées                      | Numéro d'inventaire | Illustration                     |
| ------------------------------------------------------------------------------- | --------------------- | -------------------------------- | ----------------- | ------------------------- | -------------------------------- | ------------------- | -------------------------------- |
| (nl) Merkwaardig, schuin ingeplant woonhuis                                     |                       |                                  | Wemmel            | Bosch 148                 | 50° 55′ 25″ nord, 4° 19′ 06″ est | 89937               | Téléverser                       |
| (nl) Watermolen, De Amelgem- of Elverikmolen                                    |                       |                                  | Wemmel            | Bosch 160                 | 50° 55′ 31″ nord, 4° 19′ 12″ est | 89938               | Téléverser                       |
| (nl) Gedeeltelijk vrijstaand hoekpand                                           |                       |                                  | Wemmel            | de Limburg Stirumlaan 61  | 50° 54′ 16″ nord, 4° 18′ 38″ est | 89939               | Téléverser                       |
| (nl) Neoclassicistisch enkelhuis                                                |                       |                                  | Wemmel            | de Limburg Stirumlaan 7   | 50° 54′ 21″ nord, 4° 18′ 28″ est | 89940               | Téléverser                       |
| (nl) Onderkelderd breedhuis                                                     |                       |                                  | Wemmel            | de Limburg Stirumlaan 11  | 50° 54′ 20″ nord, 4° 18′ 28″ est | 89941               | Téléverser                       |
| (nl) Rijhuis                                                                    |                       |                                  | Wemmel            | de Limburg Stirumlaan 53  | 50° 54′ 17″ nord, 4° 18′ 36″ est | 89942               | Téléverser                       |
| (nl) Vrijstaande villa                                                          |                       |                                  | Wemmel            | de Limburg Stirumlaan 76  | 50° 54′ 17″ nord, 4° 18′ 42″ est | 89943               | Téléverser                       |
| (nl) Beeldbepalende reeks van 12 rijkelijk uitgewerkte eclectische burgerhuizen |                       |                                  | Wemmel            | de Limburg Stirumlaan 131 | 50° 54′ 10″ nord, 4° 18′ 51″ est | 89944               | Téléverser                       |
| (nl) Beeldbepalende reeks van 12 rijkelijk uitgewerkte eclectische burgerhuizen |                       |                                  | Wemmel            | de Limburg Stirumlaan 133 | 50° 54′ 10″ nord, 4° 18′ 51″ est | 89944               | Téléverser                       |
| (nl) Beeldbepalende reeks van 12 rijkelijk uitgewerkte eclectische burgerhuizen |                       |                                  | Wemmel            | de Limburg Stirumlaan 135 | 50° 54′ 10″ nord, 4° 18′ 51″ est | 89944               | Téléverser                       |
| (nl) Beeldbepalende reeks van 12 rijkelijk uitgewerkte eclectische burgerhuizen |                       |                                  | Wemmel            | de Limburg Stirumlaan 137 | 50° 54′ 10″ nord, 4° 18′ 51″ est | 89944               | Téléverser                       |
| (nl) Beeldbepalende reeks van 12 rijkelijk uitgewerkte eclectische burgerhuizen |                       |                                  | Wemmel            | de Limburg Stirumlaan 139 | 50° 54′ 10″ nord, 4° 18′ 51″ est | 89944               | Téléverser                       |
| (nl) Beeldbepalende reeks van 12 rijkelijk uitgewerkte eclectische burgerhuizen |                       |                                  | Wemmel            | de Limburg Stirumlaan 141 | 50° 54′ 10″ nord, 4° 18′ 51″ est | 89944               | Téléverser                       |
| (nl) Beeldbepalende reeks van 12 rijkelijk uitgewerkte eclectische burgerhuizen |                       |                                  | Wemmel            | de Limburg Stirumlaan 143 | 50° 54′ 10″ nord, 4° 18′ 51″ est | 89944               | Téléverser                       |
| (nl) Beeldbepalende reeks van 12 rijkelijk uitgewerkte eclectische burgerhuizen |                       |                                  | Wemmel            | de Limburg Stirumlaan 145 | 50° 54′ 10″ nord, 4° 18′ 51″ est | 89944               | Téléverser                       |
| (nl) Beeldbepalende reeks van 12 rijkelijk uitgewerkte eclectische burgerhuizen |                       |                                  | Wemmel            | de Limburg Stirumlaan 147 | 50° 54′ 10″ nord, 4° 18′ 51″ est | 89944               | Téléverser                       |
| (nl) Beeldbepalende reeks van 12 rijkelijk uitgewerkte eclectische burgerhuizen |                       |                                  | Wemmel            | de Limburg Stirumlaan 149 | 50° 54′ 10″ nord, 4° 18′ 51″ est | 89944               | Téléverser                       |
| (nl) Beeldbepalende reeks van 12 rijkelijk uitgewerkte eclectische burgerhuizen |                       |                                  | Wemmel            | de Limburg Stirumlaan 151 | 50° 54′ 10″ nord, 4° 18′ 51″ est | 89944               | Téléverser                       |
| (nl) Beeldbepalende reeks van 12 rijkelijk uitgewerkte eclectische burgerhuizen |                       |                                  | Wemmel            | de Limburg Stirumlaan 153 | 50° 54′ 10″ nord, 4° 18′ 51″ est | 89944               | Téléverser                       |
| (nl) Driekwart vrijstaand herenhuis                                             |                       |                                  | Wemmel            | de Limburg Stirumlaan 155 | 50° 54′ 10″ nord, 4° 18′ 54″ est | 89945               | Téléverser                       |
| (nl) Voormalige pastorie                                                        | Oui                   |                                  | Wemmel            | Dr. H. Folletlaan 24      | 50° 54′ 31″ nord, 4° 18′ 11″ est | 89946               | Téléverser                       |
| (nl) Kasteel van Wemmel                                                         | Oui                   |                                  | Wemmel            | Dr. H. Folletlaan 28      | 50° 54′ 26″ nord, 4° 18′ 12″ est | 89947               | (nl) Kasteel van Wemmel          |
| (nl) Pittoreske vrijstaande villa in verzorgde cottagestijl                     |                       |                                  | Wemmel            | E. Van Elewijckstraat 25  | 50° 54′ 19″ nord, 4° 18′ 50″ est | 89948               | Téléverser                       |
| (nl) Verzorgde vrijstaande villa in cottagestijl                                |                       |                                  | Wemmel            | E. Van Elewijckstraat 31  | 50° 54′ 20″ nord, 4° 18′ 50″ est | 89950               | Téléverser                       |
| (nl) Vrijstaande burgerwoning opgetrokken in een eclectische stijl              |                       |                                  | Wemmel            | Fr. Robbrechtsstraat 195  | 50° 54′ 56″ nord, 4° 18′ 52″ est | 89951               | Téléverser                       |
| (nl) Ommuurde begraafplaats                                                     |                       |                                  | Wemmel            | G. Van Campenhoutstraat   | 50° 54′ 50″ nord, 4° 18′ 04″ est | 89952               | Téléverser                       |
| (nl) Opvallende, vrijstaande tweegezinswoning                                   |                       |                                  | Wemmel            | J. Bogemansstraat 112     | 50° 54′ 12″ nord, 4° 19′ 01″ est | 89953               | Téléverser                       |
| (nl) Opvallende, vrijstaande tweegezinswoning                                   |                       |                                  | Wemmel            | J. Bogemansstraat 114     | 50° 54′ 12″ nord, 4° 19′ 01″ est | 89953               | Téléverser                       |
| (nl) Evenwijdig met de straat gelegen langgestrekte hoeve                       |                       |                                  | Wemmel            | J. Bruyndonckxstraat 115  | 50° 54′ 22″ nord, 4° 17′ 48″ est | 89954               | Téléverser                       |
| (nl) Parochiekerk Sint-Engelbertus                                              |                       |                                  | Wemmel            | J. De Ridderlaan          | 50° 54′ 02″ nord, 4° 18′ 54″ est | 89955               | Téléverser                       |
| (nl) L-Vormige hoeve                                                            |                       |                                  | Wemmel            | J. Vanden Broeckstraat 53 | 50° 54′ 30″ nord, 4° 18′ 31″ est | 89956               | Téléverser                       |
| (nl) L-Vormige hoeve                                                            |                       |                                  | Wemmel            | J. Vanden Broeckstraat 55 | 50° 54′ 30″ nord, 4° 18′ 31″ est | 89956               | Téléverser                       |
| (nl) Schuin ingeplant Onze-Lieve-Vrouwkapelletje                                |                       |                                  | Wemmel            | J. Vander Vekenstraat     | 50° 54′ 28″ nord, 4° 19′ 00″ est | 89957               | Téléverser                       |
| (nl) Gaaf bewaard voorbeeld van langgestrekte hoeve uit de 19de eeuw            |                       |                                  | Wemmel            | J. Vander Vekenstraat 33  | 50° 54′ 28″ nord, 4° 19′ 00″ est | 89958               | Téléverser                       |
| (nl) Nationale Plantentuin van België                                           | Oui                   |                                  | Wemmel            | J.Van Gijsellaan          | 50° 55′ 35″ nord, 4° 19′ 42″ est | 89959               | Téléverser                       |
| (nl) Jaarstenen                                                                 |                       |                                  | Wemmel            | Kerkstraat 25             | 50° 54′ 35″ nord, 4° 18′ 07″ est | 89960               | Téléverser                       |
| (nl) Industrieel complex Warnimont                                              |                       |                                  | Wemmel            | Koningin Elisabethlaan 19 | 50° 54′ 02″ nord, 4° 19′ 37″ est | 89961               | Téléverser                       |
| (nl) Industrieel complex Warnimont                                              |                       |                                  | Wemmel            | Koningin Elisabethlaan 21 | 50° 54′ 02″ nord, 4° 19′ 37″ est | 89961               | Téléverser                       |
| (nl) Industrieel complex Warnimont                                              |                       |                                  | Wemmel            | Koningin Elisabethlaan 23 | 50° 54′ 02″ nord, 4° 19′ 37″ est | 89961               | Téléverser                       |
| (nl) Industrieel complex Warnimont                                              |                       |                                  | Wemmel            | Koningin Elisabethlaan 25 | 50° 54′ 02″ nord, 4° 19′ 37″ est | 89961               | Téléverser                       |
| (nl) Dubbelhuis, zeldzaam restant van 17de-eeuwse bebouwing                     |                       |                                  | Wemmel            | L. Vander Zijpenstraat 31 | 50° 54′ 22″ nord, 4° 18′ 32″ est | 89962               | Téléverser                       |
| (nl) U-Vormig schoolcomplex Doornroosje                                         |                       |                                  | Wemmel            | L. Vander Zijpenstraat 42 | 50° 54′ 24″ nord, 4° 18′ 33″ est | 89963               | Téléverser                       |
| (nl) Moderne villa De kleine Brink                                              |                       |                                  | Wemmel            | Lindendreef 14            | 50° 55′ 02″ nord, 4° 18′ 49″ est | 89964               | Téléverser                       |
| (nl) Modernistische rijwoning                                                   |                       |                                  | Wemmel            | Nerviërslaan 12           | 50° 54′ 02″ nord, 4° 19′ 11″ est | 89965               | Téléverser                       |
| (nl) Vrijstaande woning met atelier                                             |                       |                                  | Wemmel            | Rode Beukenlaan 11        | 50° 54′ 44″ nord, 4° 18′ 39″ est | 89966               | Téléverser                       |
| (nl) Langgestrekt hoevetje                                                      |                       |                                  | Wemmel            | Ronkel 66                 | 50° 54′ 00″ nord, 4° 18′ 25″ est | 89967               | Téléverser                       |
| (nl) 18de-Eeuwse Ronkelhof                                                      |                       |                                  | Wemmel            | Ronkel 158                | 50° 53′ 56″ nord, 4° 18′ 29″ est | 89968               | Téléverser                       |
| (nl) Appartement van vier woonéénheden                                          |                       |                                  | Wemmel            | Schoolstraat 10           | 50° 54′ 35″ nord, 4° 18′ 12″ est | 89969               | Téléverser                       |
| (nl) Appartement van vier woonéénheden                                          |                       |                                  | Wemmel            | Schoolstraat 8            | 50° 54′ 35″ nord, 4° 18′ 12″ est | 89969               | Téléverser                       |
| (nl) Voormalige banbrouwerij-herberg De Kam                                     |                       |                                  | Wemmel            | Steenweg op Brussel 7     | 50° 54′ 27″ nord, 4° 18′ 22″ est | 89970               | Téléverser                       |
| (nl) Cottage getinte belle-époque woning Villa Fran?¦oise                       |                       |                                  | Wemmel            | Steenweg op Brussel 95    | 50° 54′ 17″ nord, 4° 18′ 17″ est | 89971               | Téléverser                       |
| (nl) Zeldzaam voorbeeld van een cottage getinte belle-époque woning             |                       |                                  | Wemmel            | Steenweg op Brussel 97    | 50° 54′ 16″ nord, 4° 18′ 16″ est | 89972               | Téléverser                       |
| (nl) Villa des Roses                                                            |                       |                                  | Wemmel            | Steenweg op Brussel 100   | 50° 54′ 18″ nord, 4° 18′ 22″ est | 89973               | Téléverser                       |
| (nl) Mooi bewaarde burgerwoning                                                 |                       |                                  | Wemmel            | Steenweg op Brussel 104   | 50° 54′ 18″ nord, 4° 18′ 21″ est | 89974               | Téléverser                       |
| (nl) Vrijstaand L-vormig boerenhuis van 1741                                    |                       |                                  | Wemmel            | Steenweg op Brussel 181   | 50° 54′ 06″ nord, 4° 18′ 29″ est | 89975               | Téléverser                       |
| (nl) Cercle Sportif Saint-Michel                                                |                       |                                  | Wemmel            | Steenweg op Brussel 397   | 50° 53′ 44″ nord, 4° 18′ 42″ est | 89976               | Téléverser                       |
| (nl) Parochiekerk Sint-Servatius                                                | Oui                   |                                  | Wemmel            | Steenweg op Merchtem 93   | 50° 54′ 35″ nord, 4° 18′ 09″ est | 89977               | (nl) Parochiekerk Sint-Servatius |
| (nl) Neoclassicistisch Hooghuis                                                 |                       |                                  | Wemmel            | Steenweg op Merchtem 98   | 50° 54′ 34″ nord, 4° 18′ 07″ est | 89978               | Téléverser                       |
| (nl) In de bocht gelegen hoevetje                                               |                       |                                  | Wemmel            | Steenweg op Merchtem 105  | 50° 54′ 35″ nord, 4° 18′ 05″ est | 89979               | Téléverser                       |
| (nl) Goed bewaard burgerhuis                                                    |                       |                                  | Wemmel            | Steenweg op Merchtem 108  | 50° 54′ 34″ nord, 4° 18′ 05″ est | 89980               | Téléverser                       |
| (nl) Vrijstaande villa                                                          |                       |                                  | Wemmel            | Torentjeslaan 2           | 50° 54′ 40″ nord, 4° 18′ 40″ est | 89981               | Téléverser                       |
| (nl) Tweewoonst in spiegelbeeldschema van 1933                                  |                       |                                  | Wemmel            | Torentjeslaan 10          | 50° 54′ 41″ nord, 4° 18′ 35″ est | 89982               | Téléverser                       |
| (nl) Tweewoonst in spiegelbeeldschema van 1933                                  |                       |                                  | Wemmel            | Torentjeslaan 8           | 50° 54′ 41″ nord, 4° 18′ 35″ est | 89982               | Téléverser                       |